# Kalînovîțea, Varva
Kalînovîțea (în ucraineană Калиновиця) este localitatea de reședință a comunei Kalînovîțea din raionul Varva, regiunea Cernihiv, Ucraina.

## Demografie
Componența lingvistică a localității Kalînovîțea
     Ucraineană (94,81%)
     Rusă (4,03%)
     Alte limbi (0,29%)
Conform recensământului din 2001, majoritatea populației localității Kalînovîțea era vorbitoare de ucraineană (94,81%), existând în minoritate și vorbitori de rusă (4,03%).